# Joah
Joah ist ein männlicher Vorname.

## Herkunft und Bedeutung
Der Name Joah geht auf den hebräischen Namen יוֹאָח jōʾāḥ zurück, der sich aus dem Gottesnamen יהוה jhwh und dem Element אָח ʾāḥ zusammensetzt: „der Herr ist Bruder“.
In deutschen Bibelübersetzungen wird der Name in der Regel gemäß der hebräischen Aussprache mit Joach wiedergegeben (Ausnahme: Menge-Bibel), in der Wissenschaft wird gelegentlich auch die Variante Joah verwendet.

## Verbreitung
Joah wird vor allem in englischen Bibelübersetzungen genutzt.
Darüber hinaus ist der Name lediglich in den Niederlanden verbreitet, wo er zuletzt an Popularität gewann. Im Jahr 2021 gehörte er erstmals zu den 100 beliebtesten Jungennamen des Landes.
In Deutschland wurde der Name zwischen 2010 und 2021 nur etwa 400 Mal vergeben.

## Varianten
- Dänisch: Joa
- Deutsch: Joach
- Französisch: Yoah, Joach
- Griechisch: Ιωας Iōas, Ιωαχ Iōach, Ιουαχ Iuach
- Hebräisch: יוֹאָח jōʾāḥ
- Italienisch: Ioa
  - Latein: Ioahe, Ioae, Ioha
- Niederländisch: Joach
- Portugiesisch: Joá
- Rumänisch: Ioah
- Schwedisch: Joach, Joa
- Spanisch: Joa
- Tschechisch: Jóach, Joach
- Ungarisch: Joákh